# Marcha del Retorno (Israel)

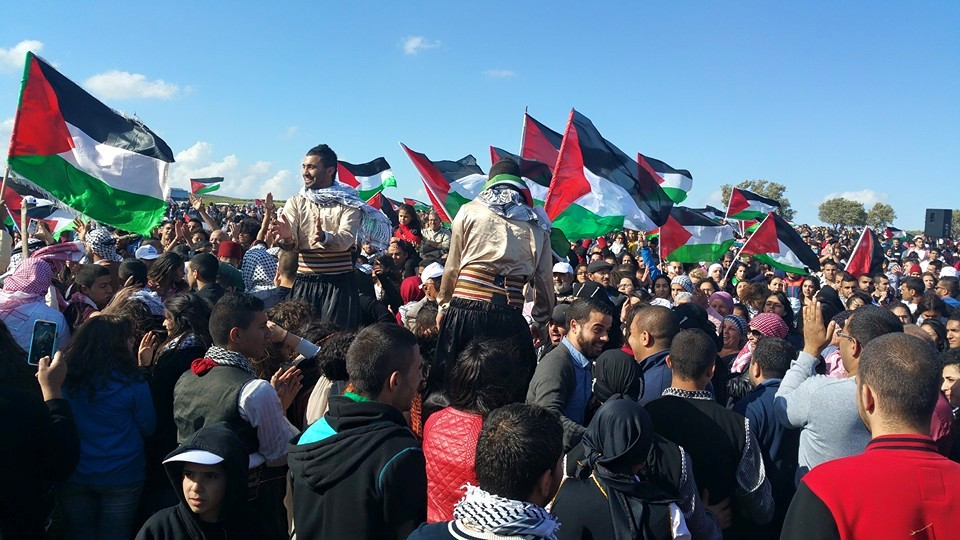
La Marcha del Retorno de 2015 en Hadatha.

La Marcha del Retorno (en árabe: مسيرة العودة‎, romanizado: Masīrat al-ʻAwdah) es una marcha de protesta anual en Israel organizada por la Asociación para la Defensa de los Derechos de los Desplazados (ADRID), también conocida como Comité de los Desarraigados. que representa a los «presentes ausentes», es decir, los ciudadanos palestinos de Israel que son desplazados internos. La marcha se lleva a cabo anualmente en o alrededor del Día de la Nakba o Día de la Tierra, con un destino diferente cada año: cada año uno de los c. 400 pueblos palestinos despoblados en Israel es elegido.

## Descripción e historia
La marcha tiene sus orígenes a principios de la década de 1980, cuando cientos de palestinos israelíes marcharon para conmemorar su expulsión de Kafr Bir'im, institucionalizando gradualmente la práctica de visitas familiares privadas a las aldeas destruidas. La marcha se cruza con la tradición de conmemoración del Día de la Tierra, tras las confiscaciones de tierras de 1976, que se diversificó en la década de 1980 para incluir visitas organizadas a pueblos despoblados.
El Comité de los Desarraigados organizó por primera vez una manifestación por el Día de la Tierra en la despoblada aldea de Al-Ghabisiyya en 1995. En 1998, llamaron a su evento anual «Marcha del Retorno», comenzando la tradición de una marcha masiva a diferentes aldeas despobladas cada año en el Día de la Nakba. El carácter secular del evento, con participación mixta, baile dabka y música secular, contrasta con la actitud más reservada de las facciones de palestinos israelíes islamistas. Las marchas han sido festivales unificados y pacíficos, en contraste con los eventos del Día de la Nakba llevados a cabo en Cisjordania, que han estado marcados por enfrentamientos y violencia contra la ocupación israelí de Cisjordania.
El Comité de los Desarraigados organiza las marchas junto con las autoridades israelíes, con el objetivo de evitar provocaciones y mantener relaciones positivas con las comunidades judías israelíes. Los esfuerzos incluyen disciplina en las expresiones de protesta, planificación cuidadosa de rutas para evitar conflictos con localidades judías y abstención de marchar a ciertas aldeas. La participación judía, incluidos oradores y participación organizativa, se ha mantenido consistentemente, aunque sigue siendo una iniciativa liderada en gran medida por palestinos.

## Destinos y asistencia
La siguiente lista resume los destinos de las marchas y, cuando se conozca, la asistencia:
- 2023: Lajjun [5]
- 2022: Mi'ar [6]
- 2021: Al-Dumun (realizado principalmente en línea debido a COVID-19) [7]
- 2019: Khubbaiza [8]

- 2018: Atlit [9]
- 2017: Al-Kabri, inicialmente 25 000 asistentes previstos y bloqueados por el gobierno israelí.[10] La ruta cambió y prosiguió.[11]
- 2016: Wadi Subala (beduino Tiyaha) [1]
- 2015: Hadatha [12]
- 2014: Lubya, [13] 20 000 asistentes, la mayor manifestación de la Nakba en Israel en ese momento [14]
- 2013: Khubbayza, 7000 asistentes [15]
- 2012: Kuwaykat y Amka [2]
- 2011 Al-Ruways y Al-Dumun [4]
- 2010 Miska [4]
- 2009 Al-Kafrayn [4]
- 2008: Séforis [16]
- 2007: Lajjun [17]
- 2006 Umm az-Zinat [4]
- 2005 Hawsha y Khirbat Al-Kasayir [4]
- 2004 Indur [4]
- 2003 Umm az-Zinat [4]
- 2002 Al-Birwa [4]
- 2001 Ma'alul [4]
- 2000 Al-Dumun [4]
- 1999: Séforis [4]
- 1998: Al-Ghabisiyya [2]

## Biografía
- Järvi, Tiina (2 de octubre de 2021). «Demonstrating the desired future: performative dimensions of internally displaced Palestinians' return activities». Geografiska Annaler: Series B, Human Geography 103 (4): 380-396. ISSN 0435-3684. doi:10.1080/04353684.2021.1876524.
- Sorek, Tamir (2015). «The March of Return and the Religious-Secular Divide». Palestinian Commemoration in Israel: Calendars, Monuments, and Martyrs. Stanford Studies in Middle Eastern and Islamic Societies and Cultures. Stanford University Press. pp. 72-80. ISBN 978-0-8047-9520-3. Consultado el 4 de abril de 2024.
- Wermenbol, Grace (27 de mayo de 2021). «4 - Recreating and Reclaiming the Lost Homeland: The March of Return». A Tale of Two Narratives: The Holocaust, the Nakba, and the Israeli-Palestinian Battle of Memories. Cambridge University Press. ISBN 978-1-108-88543-0. doi:10.1017/9781108885430.007.